# Florin Plămadă
Florin Constantin Plămadă (n. 30 aprilie 1992, Rădăuți, Suceava, România) este un fotbalist român liber de contract, care joacă pe post de fundaș. Pe plan internațional, are prezențe la națională pentru România Sub-21.